# Salangpasset
Salangpasset (persiska: گذرگاه سالنگ) är ett bergspass i Afghanistan. Det sammanbinder provinserna Baghlan och Parwan, i den nordöstra delen av landet.